# メノナイト・ブレザレン教会
メノナイト・ブレザレン教会、（メノナイト・ブレザレンきょうかい、Mennonite Brethren Church）とは、ロシア・メノナイトの中から1860年に形成された会衆。2020年時点で、20ヶ国に約450,000人の信仰者がいる。メノナイトの最大教派。

## 歴史
起源は敬虔主義にある。彼らはロシアに共同体の落ち着き場所を見い出した。指導者のリバイバリストは悔い改めと個人的な救い主としてイエス・キリストを受け入れることを強調した。
1859年に邪悪な者と回心して浸礼によるバプテスマを受けていない者の聖餐資格について議論があった。1860年にモラヴィア兄弟団の影響を受け、メノナイト・ブレザレン教会が設立された。彼らはメノナイトが冷たく形式的になったと感じ、主の弟子となること、祈り、聖書の学びを求めていた。交わりを守るため戒規がおかれた。
ロシア革命により、アメリカ合衆国、カナダ、パラグアイに脱出して行った。1930年代共産主義者の迫害によってソビエト連邦の共同体は壊滅し、僅かに残った信者も中央アジアに強制的に移住させられるがスターリン死後の宗教への統制の緩和に伴い公認されることになった。
日本には日本メノナイト ブレザレン教団がある。